# Mohamed Saïd El Ammouri
Mohamed Saïd El Ammouri (23 d'agost de 1985) és un ciclista marroquí. Del seu palmarès destaca el campionat nacional en ruta de 2010.

## Palmarès
- 2006
  - Vencedor d'una etapa al Tour d'Eritrea
- 2010
  -  Campió del Marroc en ruta
  - 1r al Trofeu de l'Aniversari
  - Vencedor d'una etapa al Tour de Mali
  - Vencedor d'una etapa al Tour dels Aeroports